# Pablo Machado
Pablo Ezequiel Machado Martínez (Caracas, 25 aprile 1977) è un ex cestista venezuelano.

## Carriera
Con il Venezuela ha disputato due edizioni dei Campionati mondiali (2002, 2006) e i Campionati americani del 2001.